# 김광수 (연출가)
김광수(1971년 ~ )는 KBS 예능본부의 프로듀서이다.

## 경력
- KBS 예능본부 프로듀서
- KBS 예능운영팀 CP